# Remontnenskij rajon
Il Remontnenskij rajon, in russo Ремонтненский район?, è un rajon dell'Oblast' di Rostov, nella Russia europea. Istituito nel 1923, il capoluogo è Remontnoe.